# یوری رزنیک
یوری ایوانوویچ رزنیک (اوکراینی: Юрій Іванович Резник , روسی: Юрий Иванович Резник ; زاده ۱۳ اوت ۱۹۵۴) فوتبالیست و مربی حرفه‌ای سابق اوکراین است.

## حرفه باشگاهی
او نخستین بازی حرفه‌ای خود را در لیگ دوم شوروی در سال ۱۹۷۱ برای باشگاه فوتبال فورسکلا پولتاوا انجام داد.

## افتخارات
- نایب قهرمانی لیگ برتر شوروی: ۱۹۷۵، ۱۹۸۳.
- برنز لیگ برتر شوروی: ۱۹۷۸.

## رقابت‌های باشگاهی اروپا
با باشگاه فوتبال دینامو مسکو.
- جام برندگان جام اروپا ۸۰–۱۹۷۹: ۳ بازی.
- جام یوفا ۱۹۸۰–۱۹۸۱: ۲ بازی.